# براين سميث
براين سميث (بالإنجليزية: Bryn Smith)‏ هو لاعب كرة قاعدة أمريكي، ولد في 11 أغسطس 1955 في ماريتا في الولايات المتحدة.

## وصلات خارجية
- براين سميث على موقعبيزبول رفرنس.كوم (الدوري الرئيسي) (الإنجليزية)
- براين سميث على موقعبيزبول رفرنس.كوم (الدوري الثانوي) (الإنجليزية)
- براين سميث على موقع مشجعي الرسوم البيانية (الإنجليزية)